# HMS Formidable (1777)
HMS Formidable (1777) — 98-пушечный линейный корабль второго ранга. Второй корабль Королевского флота, названный в память о Formidable, взятом у французов при Кибероне. Заложен в ноябре 1768, спущен на воду 20 августа 1777.
При постройке имел рейтинг 90-пушечного. Во время общего довооружения кораблей 2 ранга повышен до 98-пушечного.
Участвовал в бою у острова Уэссан (1778).
Был флагманом адмирала Родни при островах Всех Святых.
Отправлен на слом и разобран в 1813 году.